# Władysław Wajnert
Władysław Wajnert ps. Władek, Tramwajarz (ur. 29 września 1921 w Mohylewie, zm. 14 kwietnia 2016) – żołnierz polskiego ruchu oporu w czasie II wojny światowej, powstaniec warszawski.

## Życiorys
W 1925 roku przeprowadził się wraz z rodziną z Mohylewa do Warszawy. Uczęszczał do warszawskich gimnazjów: III przy ul. Śniadeckich oraz IV przy ul. Skaryszewskiej oraz do gimnazjum biskupiego w Drohiczynie, gdzie zdał „małą maturę”. Podczas kampanii wrześniowej 1939 roku wstąpił w szeregi jednego z Batalionów Obrony Narodowej. Po agresji ZSRR na Polskę został wzięty do niewoli przez Armię Czerwoną w okolicach Kowla. Udało mu się zbiec i powrócić do Warszawy. Tam wstąpił do Szarych Szeregów. Był członkiem batalionów: „Zośka” oraz „Parasol” oraz Organizacji Malego Sabotażu „Wawer” i OS „Jerzy”. w 1943 roku ukończył Szkołę Podchorążych Rezerwy Piechoty „Agricola”. Brał udział w akcjach: „Góral”, „Szymanów” oraz „Polowanie”, a także – jako żołnierz Kedywu – w przeprowadzonej 10 lipca 1944 roku akcji na aptekę Wendego przy ul. Krakowskie Przedmieście 55, podczas której zdobyto narzędzia chirurgiczne, lekarstwa, środki znieczulające oraz materiały opatrunkowe.

Po wybuchu powstania warszawskiego walczył na Żoliborzu jako żołnierz plutonu 230 Zgrupowania „Żniwiarz” Obwodu Żoliborz Armii Krajowej. Po upadku powstania był więźniem Stalagu XI A Altengrabow. W obozie przebywał do wyzwolenia go przez wojska brytyjskie. Wojnę zakończył w stopniu plutonowego. Do Polski powrócił w 1946 roku. Pomimo przeszłości w Armii Krajowej nie był represjonowany przez aparat bezpieczeństwa. Pracował jako ekonomista, działając m.in. w Związku Rewizyjnym Spółdzielni RP.

Po śmierci został pochowany w grobie rodzinnym na cmentarzu Powązkowskim w Warszawie.
W uznaniu zasług Władysław Wajnert został odznaczony m.in. Krzyżem Srebrnym Orderu Virtuti Militari, Krzyżem Walecznych (dwukrotnie), Krzyżami: Kawalerskim oraz Oficerskim Orderu Odrodzenia Polski, Warszawskim Krzyżem Powstańczym, Krzyżem Partyzanckim, Krzyżem Armii Krajowej oraz Krzyżem „Za Zasługi dla ZHP” z Rozetą z Mieczami.